# 라 비온다

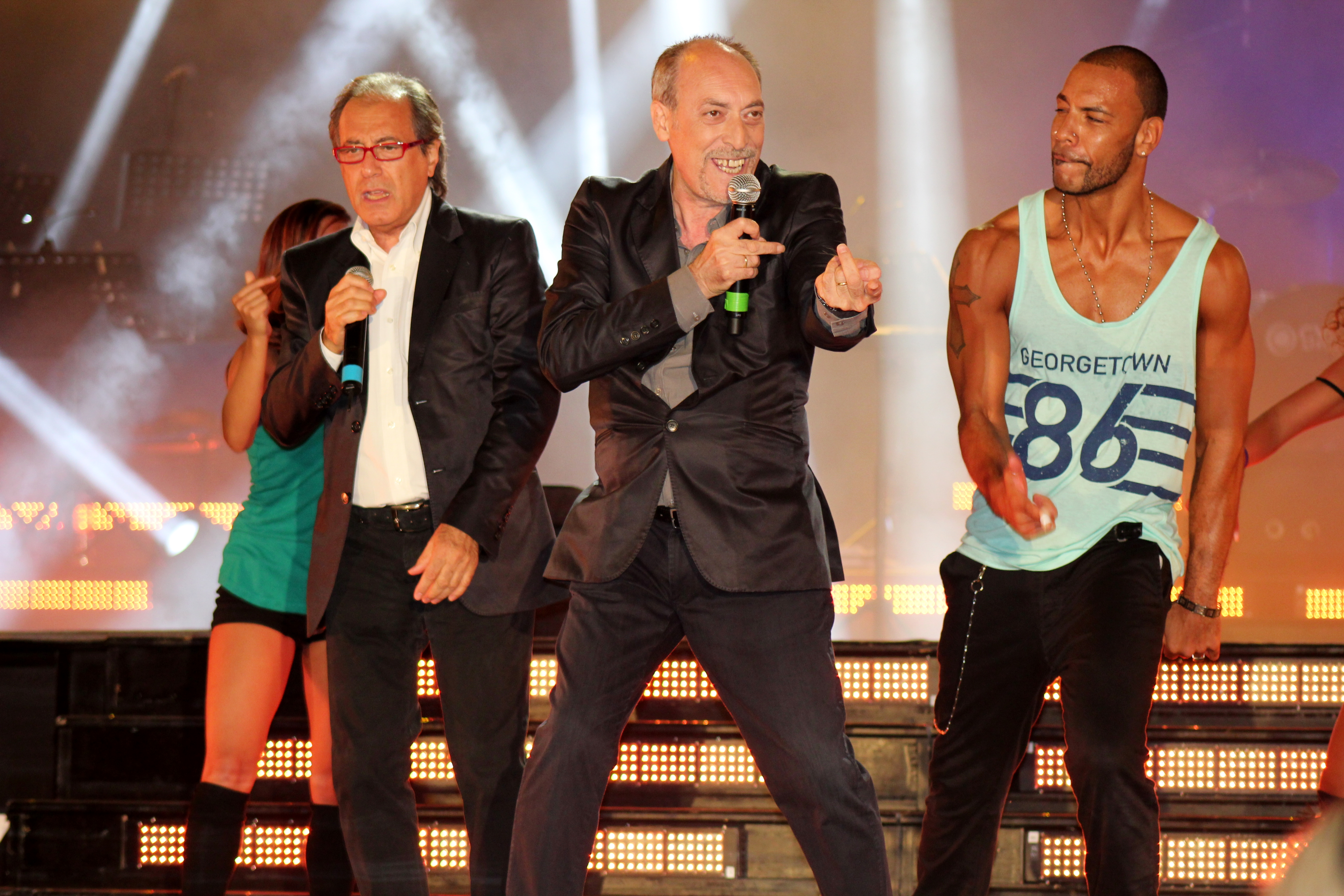
라 비온다

라 비온다(La Bionda)는 이탈리아의 카멜레오 라 비온다(Carmelo La Bionda)와 미켈란젤로 라 비온다(Michelangelo La Bionda)라는 두 형제가 결성한 디스코 밴드로 이탈로 디스코를 최초로 시작하였다.